# Noche herida
Noche herida es una película documental colombiana estrenada el 30 de marzo de 2017 en los cines colombianos. Dirigida y escrita por Nicolás Rincón Gille, la película ganó el Premio India Catalina a Mejor Película en la Competencia Oficial de Cine Colombiano en el Festival Internacional de Cine de Cartagena de Indias en 2016, y el premio a Mejor Documental de los Premios Macondo 2017, entregados por la Academia Colombiana de Artes y Ciencias Cinematográficas, además de recibir otros galardones a nivel internacional.

## Sinopsis
Blanca vive con tres de sus nietos en la frontera bogotana después de ir del campo. El mayor de sus nietos, Didier, decide seguir su camino y abandonar a la familia. Blanca trata de protegerlo invocando a las ánimas benditas mientras cuida físicamente a los dos más jóvenes, Camilo y John. Este documental relata la lucha de una abuela consagrada.